# Whyte and Mackay

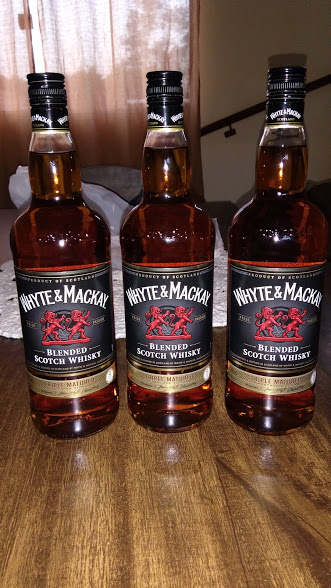
Whyte and Mackay whisky

Whyte and Mackay Ltd – szkocki producent napojów alkoholowych. Firma powstała w 1844 w Glasgow.
Charles Mackay i James Whyte zaczynali w Glasgow w 1882 jako kupcy handlujący whisky oraz właściciele bezcłowych składów. W&M Special było ich pierwszą blended whisky i odniosło sukces zarówno w Wielkiej Brytanii jak i innych anglojęzycznych krajach takich jak Australia, Kanada, Nowa Zelandia czy Stany Zjednoczone). Po II wojnie światowej skupili się na rodzimym rynku i obecnie sprzedają ponad 1 milion beczek rocznie.
Firma produkuje obecnie następujące marki: Whyte & Mackay Blended Scotch Whiskies, Dalmore Single Malt, Isle of Jura Single Malt, Fettercairn Single Malt, Claymore Blended Scotch Whisky, Tamnavulin Double Cask Single Malt Speyside Sccotch Whisky, Shackelton Single Malt Blended Sccotch Whisky, likier Glayva, oraz Vladivar Vodka.
W maju 2007 Whyte and Mackay zostało wchłonięte przez indyjskiego giganta przemysłu alkoholowego United Breweries Group za kwotę 595 milionów funtów brytyjskich.
W latach 2003 – 2006 Whyte and Mackay był sponsorem angielskiej drużyny piłki nożnej Leeds United. Obecnie marka sponsoruje piłkarskie kluby Edynburg oraz Hibernian ze szkockiej ekstraklasy oraz ekstraklasę w rzutach lotkami PDC (Premier League Darts).